# The Crow, the Owl and the Dove
The Crow, the Owl and the Dove ist ein Lied der finnischen Symphonic-Metal-Band Nightwish. Es ist die zweite Single-Auskopplung aus ihrem siebten Studioalbum Imaginaerum.

## Entstehung
Die Musik wurde vom Bassisten Marco Hietala auf einer Akustikgitarre geschrieben. In einem Backstage-Raum in Moskau spielte er dem Keyboarder Tuomas Holopainen seine Idee vor. Holopainen bat ihn, dieses Lied für Nightwish zurückzuhalten und nicht für Hietalas Zweitband Tarot zu verwenden. Holopainen schrieb den dazugehörigen Text innerhalb von 15 Minuten. Inspiriert wurde Holopainen von dem US-amerikanischen Schriftsteller und Philosophen Henry David Thoreau. Inhaltlich geht es in dem Lied um Werte wie Stolz, Weisheit und Liebe. Diese Werte werden durch die entsprechenden Vogel-Metaphern – der Liedtitel lässt sich mit ‚Die Krähe, die Eule und die Taube‘ übersetzen – ausgedrückt.
Die Single erschien als Digipak, als 10″-Single auf blauem Vinyl und als Download. Neben der Radioversion, der Albumversion sowie der Instrumentalversion des Titelliedes enthält die Single das Lied The Heart Asks Pleasure First. Hierbei handelt es sich Coverversion aus dem Soundtrack des Films Das Piano. Die Originalversion stammt vom englischen Komponisten Michael Nyman.

## Rezeption
Marcel Rapp vom Online-Magazin Powermetal.de beschrieb The Crow, the Owl and the Dove in seiner Rezension als „wunderschönes Duett“ zwischen Anette Olzon und Marco Hietala. Laut des Rezensenten J.G. vom Online-Magazin HardHarderHeavy.de „überzeugt das Lied mit Folk-Elementen und akustischen Gitarren“ und lobte die „auf höchstem Niveau gebotenen Gesangleistungen“. Der Rezensent The Wendigo vom Online-Magazin Whiskey-soda.de hingegen bezeichnete das Lied als „kitschige Peinlichkeit“.

## Chartplatzierungen
Die Single erreichte Platz eins der finnischen Singlecharts und konnte sich insgesamt drei Wochen platzieren. Außerhalb Finnland erreichte die Single in Deutschland Platz 82 der Singlecharts. 